# أرلينغتون هايتس (إلينوي)
أرلينغتون هايتس (بالإنجليزية: Arlington Heights)‏ هي قرية تقع في الولايات المتحدة في إلينوي. يقدر عدد سكانها بـ 75,101 نسمة ومساحتها 43.1 كم2 ووترتفع عن سطح البحر 213.36 متر.

## أعلام
- ماتيو لان
- توم اسموسين
- ليندسي كناب
- شانون بول
- لي ستروبل
- كين سنو
- جوديث كروغ
- دون إلستون
- ديك هويل
- باميلا بريتون